# Jequié (tiểu vùng)
Jequié là một tiểu vùng thuộc bang Bahia, Brasil. Tiều vùng này có diện tích 17396 km², dân số năm 2007 là 514993 người.